# Вітленд (муніципальний район)
Графство Вітленд (англ. Wheatland County) — муніципальний район в Канаді, у провінції Альберта.

## Населення
За даними перепису 2016 року, муніципальний район нараховував 8788 жителів, показавши зростання на 6,1%, порівняно з 2011-м роком. Середня густина населення становила 1,9 осіб/км².
З офіційних мов обидвома одночасно володіли 235 жителів, тільки англійською — 8 405, а 145 — жодною з них. Усього 1,705 осіб вважали рідною мовою не одну з офіційних.
Працездатне населення становило 74,2% усього населення, рівень безробіття — 5,8% (5,9% серед чоловіків та 5,6% серед жінок). 70,3% були найманими працівниками, 29,2% — самозайнятими.
Середній дохід на особу становив $57 077 (медіана $41 797), при цьому для чоловіків — $70 906, а для жінок $41 505 (медіани — $53 227 та $32 028 відповідно).
32,9% мешканців мали закінчену шкільну освіту, не мали закінченої шкільної освіти — 18,9%, 48,3% мали післяшкільну освіту, з яких 20,3% мали диплом бакалавра, або вищий.
| Статево-вікова структура населення | Статево-вікова структура населення | Статево-вікова структура населення | Статево-вікова структура населення | Статево-вікова структура населення |
| ---------------------------------- | ---------------------------------- | ---------------------------------- | ---------------------------------- | ---------------------------------- |
|                                    |                                    |                                    |                                    |                                    |
| Всього                             | Всього                             | 51,8%48,2%                         |                                    |                                    |
| 0 — 14 років                       | 0 — 14 років                       |                                    | 19,7%                              | 19,7%                              |
| 15 — 64 років                      | 15 — 64 років                      |                                    | 67,5%                              | 67,5%                              |
| 65 і більше                        | 65 і більше                        |                                    | 12,8%                              | 12,8%                              |
| 85 і більше                        | 85 і більше                        |                                    | 0,7%                               | 0,7%                               |
| Середній вік (років)               | Середній вік (років)               | 39,039,1                           | 39,1                               | 39,1                               |
| Медіана (років)                    | Медіана (років)                    | 41,341,0                           | 41,2                               | 41,2                               |
| — чоловіки — жінки                 |                                    |                                    |                                    |                                    |

| Походження мешканців:     | Походження мешканців:     | Походження мешканців: | Походження мешканців: | Походження мешканців: |
| ------------------------- | ------------------------- | --------------------- | --------------------- | --------------------- |
| Походження                |                           |                       | осіб                  | %                     |
| Корінні американці        | Корінні американці        |                       | 480                   | 6.5%                  |
| Інше північноамериканське | Інше північноамериканське |                       | 2 290                 | 31.01%                |
| Європейське               | Європейське               |                       | 6 100                 | 82.6%                 |
| британське                | британське                |                       | 4 185                 | 56.67%                |
| французьке                | французьке                |                       | 750                   | 10.16%                |
| українське                | українське                |                       | 485                   | 6.57%                 |
| Карибське                 | Карибське                 |                       | 25                    | 0.34%                 |
| Латинськоамериканське     | Латинськоамериканське     |                       | 35                    | 0.47%                 |
| Африканське               | Африканське               |                       | 45                    | 0.61%                 |
| Азійське                  | Азійське                  |                       | 105                   | 1.42%                 |
| Океанійське               | Океанійське               |                       | 35                    | 0.47%                 |

| Зайнятість населення за галузями (за класифікацією NOC): | Зайнятість населення за галузями (за класифікацією NOC): | Зайнятість населення за галузями (за класифікацією NOC): | Зайнятість населення за галузями (за класифікацією NOC): | Зайнятість населення за галузями (за класифікацією NOC): |
| -------------------------------------------------------- | -------------------------------------------------------- | -------------------------------------------------------- | -------------------------------------------------------- | -------------------------------------------------------- |
|                                                          |                                                          |                                                          |                                                          |                                                          |
| Управління                                               | Управління                                               |                                                          | 22,3%                                                    | 22,3%                                                    |
| Бізнес, фінанси та адміністрування                       | Бізнес, фінанси та адміністрування                       |                                                          | 11,9%                                                    | 11,9%                                                    |
| Природничі та прикладні науки                            | Природничі та прикладні науки                            |                                                          | 5%                                                       | 5%                                                       |
| Охорона здоров'я                                         | Охорона здоров'я                                         |                                                          | 4%                                                       | 4%                                                       |
| Освіта, правозахист, муніципальні та урядові служби      | Освіта, правозахист, муніципальні та урядові служби      |                                                          | 6,5%                                                     | 6,5%                                                     |
| Мистецтво, культура, відпочинок та спорт                 | Мистецтво, культура, відпочинок та спорт                 |                                                          | 1%                                                       | 1%                                                       |
| Роздрібна торгівля та послуги                            | Роздрібна торгівля та послуги                            |                                                          | 17%                                                      | 17%                                                      |
| Гуртова торгівля, транспорт та обладнання                | Гуртова торгівля, транспорт та обладнання                |                                                          | 19,9%                                                    | 19,9%                                                    |
| Природні ресурси, сільське господарство                  | Природні ресурси, сільське господарство                  |                                                          | 10,2%                                                    | 10,2%                                                    |
| Виробництво                                              | Виробництво                                              |                                                          | 2,2%                                                     | 2,2%                                                     |

## Населені пункти
До складу муніципального району входять містечко Стретмор, села Гусар, Стендарт, Рокіфорд, а також хутори, інші малі населені пункти та розосереджені поселення.

## Клімат
Середня річна температура становить 3,6°C, середня максимальна – 22,6°C, а середня мінімальна – -17,9°C. Середня річна кількість опадів – 384 мм.
| Клімат поселення                              | Клімат поселення | Клімат поселення | Клімат поселення | Клімат поселення | Клімат поселення | Клімат поселення | Клімат поселення | Клімат поселення | Клімат поселення | Клімат поселення | Клімат поселення | Клімат поселення | Клімат поселення |
| Показник                                      | Січ.             | Лют.             | Бер.             | Квіт.            | Трав.            | Черв.            | Лип.             | Серп.            | Вер.             | Жовт.            | Лист.            | Груд.            |                  |
| Середній максимум, °C                         | −4,45            | −1,1             | 3,78             | 11,18            | 16,74            | 20,76            | 22,56            | 22,13            | 16,98            | 11,20            | 2,63             | −2,76            |                  |
| Середня температура, °C                       | −11,16           | −7,82            | −2,94            | 4,47             | 10,02            | 14,04            | 16,55            | 16,15            | 10,99            | 5,18             | −3,37            | −8,76            |                  |
| Середній мінімум, °C                          | −17,88           | −14,53           | −9,67            | −2,26            | 3,31             | 7,32             | 10,55            | 10,14            | 4,97             | −0,81            | −9,37            | −14,76           |                  |
| Норма опадів, мм                              | 13               | 11               | 20               | 24               | 51               | 75               | 57               | 50               | 43               | 14               | 14               | 12               |                  |
| Середньомісячна швидкість вітру, м/с          | 3.90             | 3.65             | 4.03             | 4.20             | 4.10             | 3.80             | 3.40             | 3.30             | 3.60             | 4.00             | 4.10             | 3.90             |                  |
| Середньомісячна сонячна радіація, кДж/м²·день | 3995             | 7537             | 12685            | 17233            | 20807            | 22137            | 23191            | 19734            | 13849            | 8373             | 4372             | 3116             |                  |
| --------------------------------------------- | ---------------- | ---------------- | ---------------- | ---------------- | ---------------- | ---------------- | ---------------- | ---------------- | ---------------- | ---------------- | ---------------- | ---------------- | ---------------- |
| Джерело:                                      |                  |                  |                  |                  |                  |                  |                  |                  |                  |                  |                  |                  |                  |